# Шиголость
Шиголость — река в России, протекает в Ярославском и Некрасовском районах Ярославской области.

## География и гидрология
Длина реки — 33 км, площадь водосборного бассейна — 154 км².
Исток реки находится между деревнями Путятино и Ново, река течёт в основном сначала в южном, а затем в восточном направлении по населённой сельской местности, через деревни: Меленки, Поречье, Левцово, Язвицево, Семёновское, Юрьево, Медведево, Головинское, Федорино, Болково, Поленское, Ильинская, Петелино, Якушево, Пограиха, Маньково, Тереховское, Головинское (вторая деревня с тем же именем), Скородумово, Бетегинское, Тугарниха, Домашниха, Нагорново, Щелканиха. Устье реки находится в 2594 км по левому берегу Волги, в районе Горьковского водохранилища, между селом Диево-Городище, по правому берегу Шиголости, и деревней Пески, по левому берегу.

## Данные водного реестра
По данным государственного водного реестра России относится к Верхневолжскому бассейновому округу, водохозяйственный участок реки — Волга от Рыбинского гидроузла до города Кострома, без реки Кострома от истока до водомерного поста у деревни Исады, речной подбассейн реки — Волга ниже Рыбинского водохранилища до впадения Оки. Речной бассейн реки — (Верхняя) Волга до Куйбышевского водохранилища (без бассейна Оки).
Код объекта в государственном водном реестре — 08010300212110000011283.